# Bukit Bakri

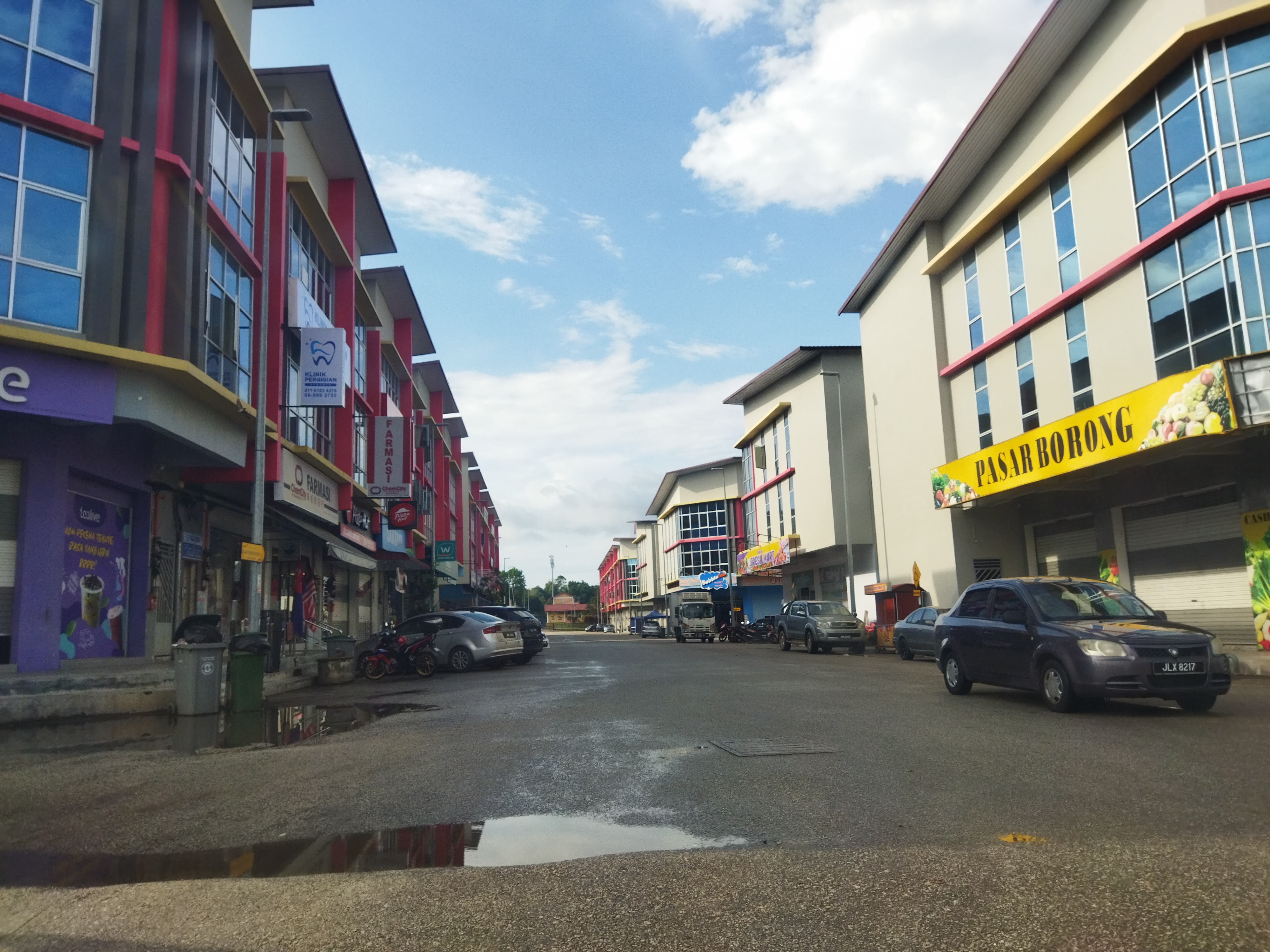
Bukit Bakri

Bukit Bakri (en malayo: Bakri) es una localidad de Malasia, en el estado de Johor.
Se encuentra a 12 m sobre el nivel del mar. 

## Demografía
Según estimación 2010 contaba con 40355 habitantes.